# Supermicro
Super Micro Computer Inc.（スーパーマイクロ）は、1993年に設立されたアメリカ合衆国のPCサーバ、マザーボードおよび周辺機器メーカーである。　　

## 概要
1993年に台湾出身の梁見後（Charles Liang）によって設立された。本社はアメリカ合衆国カリフォルニア州サンノゼ市、台湾とオランダに支社を構え、本社と台湾の2拠点開発体制を取っている。
2007年3月にNASDAQ株式市場へ株式（SMCI）を上場した。
主にPCサーバベアボーンやマザーボード、サーバケースなど、エンタープライズ向け製品を中心に供給している。
特にデュアルCPU以上のハイエンド製品を得意分野としており、インテルXeonプロセッサ・プラットフォームのファーストロンチベンダとしてリファレンスシステムの製作も請け負っている。
サーバ向けマザーボードやケース単体でのパーツ販売も行なっていることから、日本市場ではハイエンド自作PC向けのイメージが強いが、OEMを事業の主力としており、エントリーレベルからハイエンドまで全ての領域をカバーできるEMS PCベンダとして、日本メーカーを始めとする世界各国のサーバ製品や産業機器組込向けに幅広く採用されている。
創業以来、一貫してインテルプラットフォーム製品のみを供給していたが、近年は方針を転換し、AMDのOpteronプラットフォーム製品も供給している。
製品全体の設計傾向としてはサーバ、ワークステーションに要求される品質を基準とした安定志向であり、コンシューマ向け製品に対しても通常このセグメントに採用されないレベルの高品質パーツをふんだんに搭載している。そのため、搭載チップや対応CPUといったスペックが共通する他社製品と比較して幾分高価である代わり、24時間運転などの耐久性・信頼性を要求される用途では同じ志向であるTYANと並んで好んで使われる。
自作市場でも流通しており、ハイエンドマシンの自作に用いられている。コーポレートアイデンティティであるロゴの形から、一部自作ユーザーから「まる」と呼称されている。

## 製品
日本メーカーへのOEM生産も多く手がける。
- マザーボード
  - コンシューマ向け
  - サーバ・ワークステーション向け
- サーバベアボーンキット
- PC電源ユニット
- その他、PCケースやCPUクーラーなど。

CPU、メモリ、ハードディスク以外は全て自社で設計・開発を行なっている数少ないメーカーのひとつである。

## サーバー用マザーボードのスパイチップ埋め込み疑惑
2018年10月4日、米Bloombergは中国の工場で製造されたサーバ用のマザーボードに、中国人民解放軍がハードウェア・ハックとしてバックドアに利用することを狙った超小型マイクロチップが密かに仕込まれ、AmazonやAppleを含む米国企業約30社に加え、さらにCIAや国防総省など政府機関に納入されたサーバに搭載されていたとする「ビッグハック」を報道した。
AppleとAmazonはこの疑惑を否定、米国土安全保障省(DHS)は10月6日、これを否定するAppleやAmazonの「声明を疑う余地はない」と、両社を支持する声明文を発表した。
10月8日、イーサネット接続用のコネクタにも埋め込みが行われている事例があるという新情報が報じられた。
10月11日、なおBloombergで発言を引用された専門家は、この問題はSupermicro限定ではないとしている。
12月12日、Supermicroは第三者機関による調査の結果、スパイチップはなかったとした。
10月22日、SupermicroはAppleに続いてBloombergに記事の撤回を要求したが、2019年5月になっても記事は掲載続行。
2019年9月3日、USBAnywhereが発見された。
2021年2月12日、Bloombergは新証拠が見つかったと発表したが、しかし確度不足であると批判された。

## 国内導入事例
- ヤフー株式会社 （Yahoo! JAPAN）
- 株式会社ネクスト
- JWord株式会社
- KVH株式会社

## 中国語での表記
中国語では超微電腦股份有限公司となるのだが、この超微はAMD、つまりアドバンスト・マイクロ・デバイセズを指す場合もあるので注意が必要。
AMDを中国語で表記する場合は超微半導體有限公司となる。

### Supermicro
- Supermicro公式ページ

### ディストリビューター（50音順）
- 岡谷エレクトロニクス OEM専業でリテールやショップ向け卸は取り扱っていない。近年[いつ?]OEMで扱い高を増やしている。
- サンウェイテクノロジー 日本有数のSupermicro製品取扱実績をもつ法人・OEM向け。

### 認定システムインテグレーター/リセラー（50音順）
- NTTPCコミュニケーションズ2010年より正規完成品を中心に販売。24時間365日オンサイト保守提供や海外サポートも行なっている。
- サードウェーブ（ドスパラ）
- 日本コンピューティングシステム（JCS）
- ファナティック Supermicro社製品を使用した自社ブランドサーバ及びストレージを販売している。

### 導入事例
- ヤフー株式会社 （Yahoo! JAPAN）
- 株式会社ネクスト
- KVH株式会社
- JWord株式会社